# Gouvernement provisoire de 1848
Ne doit pas être confondu avec Gouvernement provisoire de la République française.
 (juin 2019).
 (juin 2019).
- Si vous ne connaissez pas le sujet, laissez ce bandeau (vous pouvez alors contacter les auteurs).
- Si vous supprimez le contenu mis en cause (vous pouvez préalablement contacter les auteurs),

argumentez précisément cette suppression dans la page de discussion
(un manque de référence n'est pas un argument ; une recherche réelle de référence doit avoir été effectuée, être formellement documentée).
Deuxième République
Gouvernement François-Pierre Guizot Commission exécutive
Le gouvernement provisoire de la République française (24 février - 9 mai 1848) est un gouvernement autoproclamé de tendance républicaine mis en place arbitrairement après la révolution de février 1848, destiné à gérer provisoirement l'État français jusqu'à l'élection d'une assemblée nationale nouvelle, avec pouvoir constituant, qui établira un nouveau régime républicain pour la France.

## Gouvernement
Le 24 février 1848, vers midi, le roi Louis-Philippe Ier abdique en faveur de son petit-fils, le comte de Paris. Les tentatives de la duchesse d'Orléans de faire reconnaître son fils comme nouveau roi échouent devant l'hostilité des députés républicains radicaux. Le jour suivant vers midi, une délégation avec Raspail à sa tête arrive à l'Hôtel de Ville de Paris pour réclamer l'établissement d'une république, donnant au gouvernement deux heures pour la proclamer, le cas échéant les ouvriers parisiens reprendraient la révolte. Dès 15 heures, la Deuxième République est proclamée par Alphonse de Lamartine. Vers 20 heures, un nouveau gouvernement est mis en place : le gouvernement provisoire,.

### Composition du gouvernement

#### «Chef de l'État» collectif

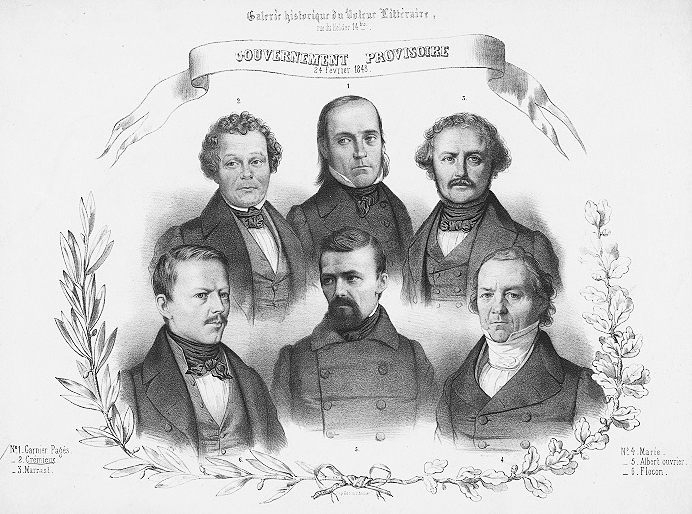
Quelques membres du gouvernement provisoire. De gauche à droite :
Haut : Adolphe Crémieux – Louis-Antoine Garnier-Pagès – Armand Marrast.
Bas : Ferdinand Flocon – Alexandre Martin – Pierre Marie de Saint-Georges.
Illustration parue dans la revue Le Voleur littéraire

Comme pour la Commission exécutive qui lui succédera, la gouvernance de l'État est collégiale (sorte de « Chef de l'État » collectif)
- Jacques Charles Dupont de l'Eure
- Alphonse de Lamartine
- Adolphe Crémieux
- François Arago
- Alexandre Ledru-Rollin
- Louis-Antoine Garnier-Pagès
- Pierre Marie de Saint-Georges
- Armand Marrast
- Louis Blanc
- Ferdinand Flocon
- Alexandre Martin dit Albert

#### Ministres
À côté du « Chef de l'État », œuvrent différents ministres.
Nominations du 24 février 1848
- Président du Conseil des Ministres : Jacques Charles Dupont de l'Eure
- Ministre de l'Intérieur : Alexandre Ledru-Rollin
- Ministre des Affaires étrangères : Alphonse de Lamartine
- Ministre des Finances : Michel Goudchaux jusqu'au du 5 mars 1848
- Ministre de la Justice : Adolphe Crémieux jusqu'au 11 mai 1848
- Ministre des Travaux publics : Pierre Marie de Saint-Georges
- Ministre de l'Agriculture et du Commerce : Eugène Bethmont
- Ministre de l'Instruction publique et des Cultes : Lazare Hippolyte Carnot
- Ministre de la Marine et des Colonies : François Arago

Nomination du 25 février 1848
- Ministre de la Guerre : Jacques-Gervais Subervie jusqu'au 20 mars 1848, après le refus du général Alphonse Bedeau

Nomination du 4 mars 1848
- Sous-secrétaire de la Marine et des Colonies : Victor Schœlcher

Remaniement du 5 mars 1848
- Ministre des Finances : Louis-Antoine Garnier-Pagès

Remaniement du 20 mars 1848
- Ministre de la Guerre : Louis Eugène Cavaignac jusqu'au 5 avril 1848

Nomination du 23 mars 1848
- Sous-secrétaires aux Finances : Charles Duclerc

Remaniement du 5 avril 1848
- Ministre de la Guerre : François Arago

### Les différentes composantes du gouvernement
Ce gouvernement est un compromis entre les différents partis qui ont renversé Louis-Philippe Ier. Un premier groupe est composé de républicains libéraux, liés au journal Le National, tels Marie, Arago, Dupont de l'Eure, vétéran des assemblées révolutionnaires et du Premier Empire, Marrast, directeur du National, Garnier-Pagès qui bénéficie de l'aura de chef républicain de son frère aîné alors décédé, Ledru-Rollin, figure des républicains radicaux. Ce sont des républicains de la veille. S'y adjoignent Crémieux, député orléaniste mais défenseur des journaux, et Lamartine, poète célèbre, opposant à la monarchie de Juillet, qui vient de faire paraître son Histoire des Girondins. Leurs noms ont été proposés par la chambre de députés. Ils veulent avant tout une révolution politique. Ils ont été contraints d'admettre parmi eux, et à égalité de pouvoir, des partisans de réformes sociales proposés par le journal La Réforme : Louis Blanc, théoricien du socialisme, Ferdinand Flocon rédacteur en chef de La Réforme, Alexandre Martin Albert, le seul ouvrier du gouvernement.
Les fonctions gouvernementales sont réparties entre des membres du gouvernement et des personnalités extérieures. Dupont de l'Eure est président du conseil ; Lamartine obtient les Affaires étrangères, Ledru-Rollin l'Intérieur. La Marine échoit à Arago, les Travaux publics à Marie et la Justice à Crémieux. Garnier-Pagès prend la mairie de Paris. Louis Blanc, qui aurait souhaité un ministère du Travail, doit se contenter de présider la Commission du gouvernement pour les travailleurs. Le général baron Jacques-Gervais Subervie, ancien officier du Premier Empire, reçoit la Guerre. Les Finances sont confiées au banquier Michel Goudchaux, l'Agriculture et le Commerce à l'avocat Eugène Bethmont. Lazare Hippolyte Carnot est chargé de l'Instruction publique. Le général Louis Eugène Cavaignac est nommé gouverneur général de l'Algérie et le vicomte de Courtais, officier de cavalerie en retraite, devient commandant de la Garde nationale.

## L'unanimisme républicain
La révolution-surprise de février prend de court les hommes politiques et les autorités locales.
Les républicains de la veille qui depuis des années se battent en faveur de l'instauration de la république sont peu nombreux. Ils sont de plus assez divisés : certains ne visent que des réformes politiques, d'autres veulent de surcroît des réformes sociales. Avec surprise ils voient se rallier à eux leurs adversaires politiques d'hier. Ces derniers sont les républicains du lendemain. On y retrouve les monarchistes légitimistes tels le marquis de La Rochejaquelein ou le comte de Falloux. Leur rêve de voir disparaître Louis-Philippe Ier l'usurpateur orléaniste, si peu favorable à l'Église catholique, se réalise. Des orléanistes du centre gauche et de l'opposition dynastique ne sont pas mécontents de voir la chute du premier ministre Guizot. Un peu partout ils s'installent dans les pouvoirs locaux au détriment des « guizotistes » démissionnaires et des républicains authentiques insuffisants pour occuper les places devenues vacantes.
Plus étonnant est le ralliement des corps constitués (en grande partie nommés par le régime qui vient de disparaître). Les magistrats, les enseignants, les ministres de cultes deviennent « républicains ». Les fonctionnaires d'autorité (les préfets et les maires) sont remplacés par des personnalités moins compromises avec la monarchie ou par des républicains locaux. Partout souffle le vent de la fraternité si caractéristique des premières semaines de « l’Ère nouvelle » ouverte en février 1848. On plante des arbres de la liberté sur les places publiques, on organise des banquets fraternels. La sensibilité romantique et un fort sentiment chrétien animent toutes ces manifestations.
Cette effervescence démocratique permet l'explosion du nombre de clubs politiques. Il y en a plus de 250 à Paris. Les plus caractéristiques sont celui de la Société Républicaine Centrale de Blanqui ; elle est concurrencée par la Société fraternelle centrale de Cabet et le Club des Amis du Peuple de Raspail. La presse, qui jouit désormais de la liberté totale, se développe. Lammenais crée le Peuple constituant, Proudhon collabore au Représentant du Peuple, Lacordaire publie L'Ère nouvelle, dont le titre est emblématique de l'état d'esprit dominant au début du printemps 1848.
Cependant il existe des désaccords, en grande partie liés à la situation sociale née du développement industriel pendant la monarchie de Juillet. Dans les villes industrielles comme Lille, Limoges, Lyon, Reims, Rouen il y a des manifestations ouvrières pour réclamer des augmentations de salaire. Autour de Rouen, on voit des faits de luddisme (destruction des machines des manufactures de filature ou de tissage) provoqués par les paysans-artisans du textile qui sont fortement concurrencés. Des mariniers, des éclusiers, des voituriers attaquent les installations du chemin de fer Paris-Le Havre qui les ruinent. Les campagnes connaissent aussi des troubles agraires. Dans les régions montagneuses des Alpes, du Jura ou des Pyrénées les agents des Eaux et Forêts qui restreignent les droits de pacage des chèvres et des moutons sont pris à partie. En Isère et dans le Var, les paysans les moins aisés demandent le rétablissement des droits d'usage qui ont disparu devant les pratiques agricoles modernes mais individualistes des riches paysans. Les salariés agricoles très nombreux réclament des augmentations de salaire. Cette contestation sociale commence à faire peur aux possédants qui redoutent les « partageux », les « rouges », les « communistes ».

## Le gouvernement à l'œuvre
Les premières mesures du gouvernement provisoire se veulent en rupture avec la période précédente. La peine de mort est abolie dans le domaine politique. Les châtiments corporels sont supprimés le 12 mars et la contrainte par corps le 19 mars. Le 4 mars une commission est mise en place pour résoudre le problème de l'esclavage dans les colonies françaises. Ses travaux en permettent l'abolition le 27 avril.
Dans le domaine politique, les changements sont importants. La liberté de la presse et celle de réunion sont proclamées le 4 mars. Le 5 mars le gouvernement institue le suffrage universel masculin, en remplacement du suffrage censitaire en vigueur depuis 1815. D'un coup le corps électoral passe de 250 000 à 9 millions d'électeurs. Cette mesure démocratique fait du monde rural, qui regroupe les trois quarts des habitants, le maître de la vie politique, et ce, pour de nombreuses décennies. Des élections destinées à désigner les membres d'une assemblée constituante sont prévues pour le 9 avril. La Garde nationale, jusque-là réservée aux notables, aux boutiquiers, est ouverte à tous les citoyens (mesure qui indispose une partie des anciens Gardes nationaux qui manifesteront leur mécontentement le 15 mars)[réf. nécessaire]. Cependant le gouvernement n'est pas disposé à aller plus loin en faveur des républicains les plus radicaux. Le 25 février, dans un discours célèbre, Lamartine s'oppose à l'adoption du drapeau rouge (celui de l'insurrection républicaine) et obtient le maintien du drapeau tricolore comme emblème national. Les poursuites contre le personnel politique de la monarchie de Juillet sont menées mollement. Le remplacement des préfets est surtout favorable aux modérés et rares sont les départements qui obtiennent un commissaire du gouvernement pris parmi les républicains de la veille (c'est pourtant le cas de Frédéric Deschamps à Rouen, de Charles Delescluze à Lille, d'Emmanuel Arago à Lyon).
La situation économique est très préoccupante. Si les épargnants sont (provisoirement ?) républicains, ils n'en négligent pas pour autant leurs intérêts. Ils retirent leurs économies des caisses d'épargne et des banques, qui ne peuvent faire face à leurs échéances et ne peuvent soutenir le crédit aux entreprises et au commerce. De nombreux établissements de crédit et de nombreuses entreprises font faillite. Aussi le gouvernement prend-il des mesures pour relancer l'activité. Le 7 mars, il permet la fondation du Comptoir national d'escompte de Paris, de même que dans les grandes villes, pour favoriser le financement du petit commerce. Le 15 mars, pour faire face à l'effondrement de l'encaisse-or de la Banque de France, il décrète le cours forcé du billet de banque et fait imprimer des billets de 100 francs, pour permettre les transactions importantes. Le 16 mars, pour faire face aux difficultés de trésorerie de l'État, le ministre des Finances, Garnier-Pagès, institue l'impôt additionnel de 45 centimes (soit une augmentation de 45 % ) qui frappe les revenus. Le mécontentement est tel que le gouvernement doit accepter des dégrèvements et renonce à percevoir l'impôt avant les élections du 23 avril.
Dans le domaine social, le gouvernement innove. La situation du prolétariat, en ces débuts de Révolution industrielle, est très difficile. Les salaires des ouvriers de la « grande industrie » sont très faibles et les conditions de travail déplorables. Le 28 février, les ouvriers parisiens du bâtiment manifestent pour réclamer la journée de 10 heures, la fin de la pratique « esclavagiste » du marchandage et la création d'un ministère du Travail. Le 2 mars, le nouveau pouvoir institue une Commission pour les travailleurs présidée par Louis Blanc, membre du gouvernement. Elle se réunit au Palais du Luxembourg. Le marchandage est interdit et la journée de travail est réduite d'une heure (10 heures à Paris, 11 heures en province). Surtout, le 26 février, sont créés par le gouvernement provisoire les Ateliers nationaux, destinés à donner du travail aux chômeurs parisiens (organisation inspirée, d'assez loin, des idées de Louis Blanc qui développait au même moment, du Luxembourg, des ateliers sociaux). Cette nouveauté sociale (ateliers nationaux) évoluera vers les ateliers de charité et sa fermeture sera fatale à la république sociale en provoquant le soulèvement ouvrier des journées de Juin et sa sévère répression.
Issu d'un soulèvement antimonarchique, le gouvernement provisoire fait tout pour éviter une intervention des puissances européennes (qui garantissent l'ordre européen installé en 1815, à la suite de la défaite napoléonienne). Dès le 4 mars, Lamartine, ministre des Affaires étrangères, annonce que la France a des intentions pacifiques. Or la révolution née en France se répand rapidement en Europe. Les républicains français, vainqueurs dans leur pays, peuvent-ils rester insensibles aux soulèvements des démocrates des pays voisins (Allemagne, Autriche, Italie ?). Ledru-Rollin laisse se constituer une légion belge, qui intervient sans succès en Belgique (30 mars), dont le roi Léopold Ier est le gendre de Louis-Philippe et demande une intervention contre la France. Il en est de même dans les Alpes où les Voraces lyonnais tentent vainement d'envahir la Savoie appartenant au Roi de Piémont (3 avril).

## Les élections d'avril 1848
Le gouvernement provisoire n'a proclamé que provisoirement la République. Issu du soulèvement des Parisiens, il ne veut pas imposer la République à la France. Aussi des élections pour désigner les députés d'une assemblée constituante sont-elles prévues pour le 9 avril. Les républicains de la veille sont conscients de ce que le monde rural ne connaît pas les idées républicaines et est, dans de nombreuses régions, sous la domination économique des possédants. Une manifestation ouvrière parisienne, le 17 mars, obtient le report des élections au 23 avril. Le 16 avril, une autre manifestation, réclamant un second report, est écrasée par Ledru-Rollin s'appuyant sur la Garde nationale. Les élections du 23 avril donnent une majorité aux modérés (monarchistes camouflés et républicains modérés). Les républicains « avancés » sont nettement battus. La nouvelle assemblée se réunit le 4 mai. Elle proclame la République et met fin à l'existence du gouvernement provisoire. Elle élit une Commission exécutive de 5 membres dont sont exclus les éléments les plus progressistes du gouvernement provisoire. La Seconde République entre alors dans une nouvelle phase.

## Principaux événements sous le gouvernement provisoire de 1848
Février
- 24 : Révolution à Paris. Abdication de Louis-Philippe Ier. Formation du gouvernement provisoire.
- 25 : Lamartine s'oppose à l'adoption du drapeau rouge. Création de la Garde nationale mobile. Décrets sur le droit au travail et sur la création d'associations ouvrières.
- 26 : Création des Ateliers nationaux pour lutter contre le chômage. Abolition de la peine de mort en matière politique.
- 28 : À Paris, manifestation des ouvriers du bâtiment et des travaux publics place de l'Hôtel de Ville pour réclamer un ministère du Travail et la journée de 10 heures. Création de la Commission du gouvernement pour les travailleurs présidée par Louis Blanc, qui met en œuvre les ateliers sociaux.
- 29 : suppression des droits d'octroi et de la gabelle (impôt sur le sel).

Mars
- 2 : abolition du système du marchandage pour les embauches. Diminution d'une heure de la journée de travail.
- 4 : création de la commission chargée de mettre en œuvre l'abolition de l'esclavage dans les colonies françaises. Le gouvernement décide de ne pas intervenir en faveur des peuples européens révoltés contre leurs gouvernements.
- 5 : le suffrage universel masculin direct est décrété. Convocation d'une assemblée constituante et élections fixées au 9 avril. Le cours forcé du billet de banque est décrété pour éviter la disparition de l'encaisse-or de la Banque de France.
- 6 : Michelet récupère sa chaire du Collège de France qui avait été suspendu le 2 février précédent[3].
- 7 : réouverture de la bourse de Paris (fermée depuis le 22 février)
- 8 : la Garde nationale est ouverte à tous les citoyens. Création d'une École d'administration pour former les fonctionnaires.
- 9 : abolition de la prison pour dettes.
- 12 : abolition des châtiments corporels en matière pénale.
- 13-18 mars : révolution à Berlin.
- 16 : pour renflouer les caisses de l'État, Garnier-Pagès institue l'impôt des 45 centimes qui mécontente le monde rural.
- 17 : manifestation ouvrière à Paris pour obtenir le report de l'élection de l'Assemblée constituante. Les élections, prévues initialement le 9 avril, sont reportées au 23 avril.
- 21 : À Bordeaux, révolte contre les envoyés du gouvernement provisoire.
- 23 : création du Comité central des Ouvriers du département de la Seine délégués au Luxembourg.
- 30 : échec de l'expédition de la légion belge en Belgique.

Avril
- 3 : révolte à Valence contre les envoyés du gouvernement provisoire (idem le 14). Échec de la Légion des Voraces lyonnais pour soulever la Savoie.
- 5 : révolte à Besançon contre les envoyés du gouvernement provisoire.
- 16 : échec de la manifestation parisienne menée par Blanqui pour obtenir un nouveau report de l'élection de l'Assemblée constituante grâce aux renforts des gardes nationaux des quartiers bourgeois.
- 23 : succès des modérés aux élections à l'Assemblée nationale.
- 27-28 : combats de rue à Rouen entre les partisans de la liste républicaine démocrate battue et ceux de la liste bourgeoise élue.
- 27 : abolition de l'esclavage dans les colonies françaises.
- 29 : Cavaignac nommé gouverneur de l'Algérie.

Mai
- 4 : réunion de l'Assemblée nationale. Proclamation solennelle de la République.
- 6 : Élection par l'Assemblée d'un nouveau gouvernement : la Commission exécutive (avec l'élimination du socialiste Louis Blanc et de l'ouvrier Albert).